# Dodecaedro trapezorrómbico

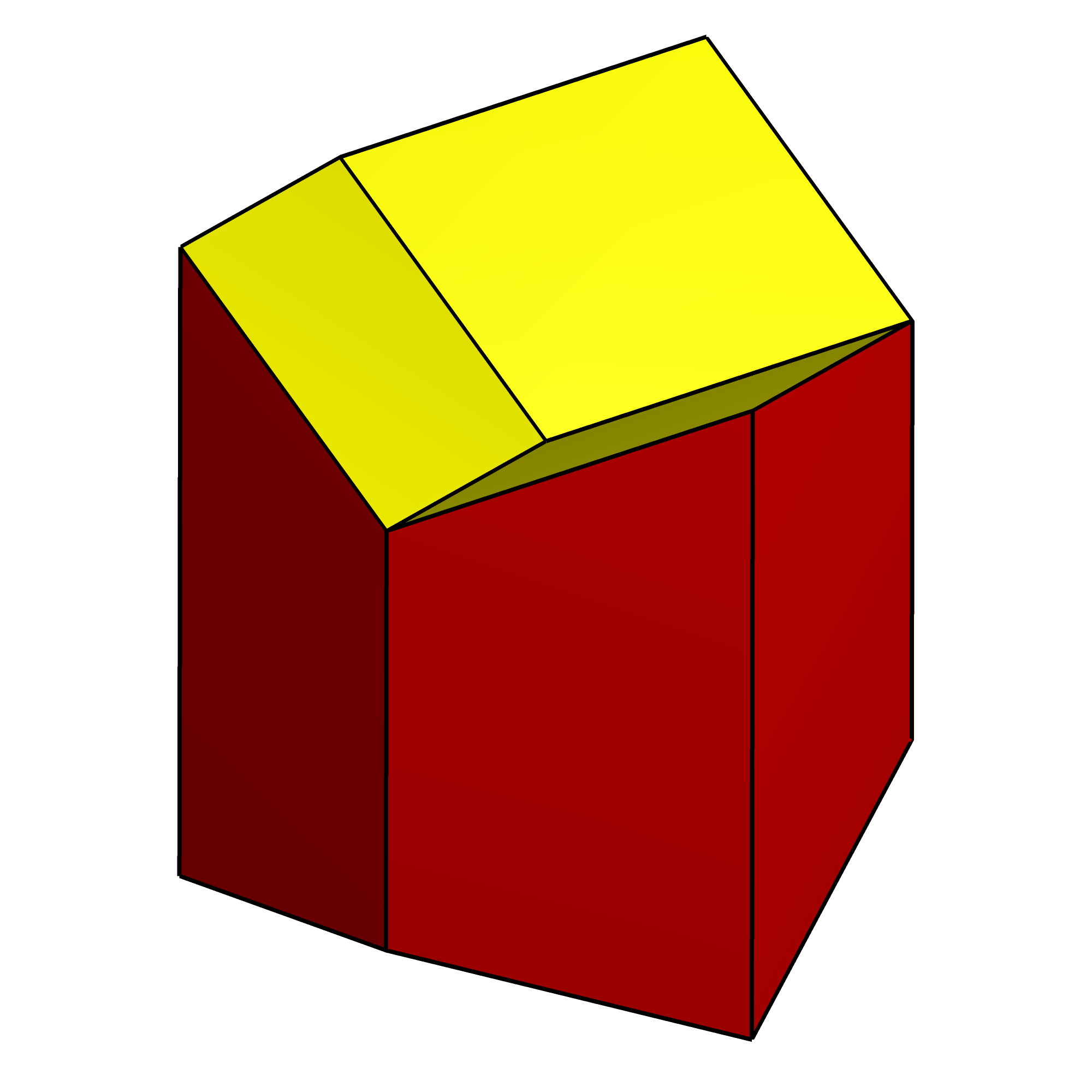
Configuración cóncava

En geometría, el dodecaedro trapezorrómbico o dodecaedro rombotrapezoidal es un dodecaedro convexo compuesto por 6 caras rómbicas y 6 caras trapeciales. Posee simetría D3h, y se puede construir una forma cóncava con una red idéntica, excavando sendos trapezoedros trigonales por arriba y por abajo. También se denomina dodecaedro trapezoidal.

## Construcción
Este poliedro puede construirse tomando un prisma hexagonal recto y uniforme, al que se le practican 3 cortes en bisel en la parte superior e inferior desde las mismas aristas alternas. Los trapecios representan lo que queda de los lados originales del prisma, y los 6 rombos son el resultado de los cortes superiores e inferiores.

## Teselación que rellena el espacio
Se puede crear una teselación que rellena el espacio, el panal dodecaédrico trapezorrómbico, mediante copias trasladadas de esta celda. Cada "capa" es un teselado hexagonal, o un teselado rómbico, y las capas alternativas se conectan desplazando sus centros y girando cada poliedro para que las caras rómbicas coincidan.
:
En el caso especial de que los lados largos de los trapecios equivalgan al doble de la longitud de los lados cortos, el sólido representa entonces la celda de Voronoi 3D de una esfera en un empaquetamiento compacto hexagonal, en una distribución cercana a la del cubo centrado en las caras, una forma óptima de apilar esferas en una red. Por lo tanto, está relacionado con el rombododecaedro, que se puede representar girando la mitad inferior de la imagen hacia la derecha en un ángulo de 60 grados. El dodecaedro rómbico es una célula de Voronoi de la otra forma óptima de apilar esferas. Las dos formas difieren tanto en su estructura combinatoria como en su geometría: en el dodecaedro rómbico, cada arista conecta un vértice de grado tres con un vértice de grado cuatro, mientras que el dodecaedro trapezorrómbico tiene seis aristas que conectan vértices de grados iguales.
Como celda de Voronoi de un patrón espacial regular, es un plesioedro.
Es el poliédrico dual de la ortobicúpula triangular.

## Variaciones
El dodecaedro trapezorrómbico puede verse como una elongación de otro dodecaedro, que puede denominarse "dodecaedro rombotriangular", con 6 rombos (o cuadrados) y 6 triángulos. También tiene simetría d3h y llena el espacio. Tiene 21 aristas y 11 vértices. Con caras cuadradas, se puede ver como un cubo dividido en un eje triple, separado con las dos mitades giradas 180 grados y llenando los espacios con triángulos. Cuando se usa como relleno del espacio, la conexión de dodecaedros en sus triángulos deja dos superficies de escalón cúbicas en la parte superior e inferior que se pueden conectar con escalones complementarios.
|  |  |